# Listová skvrnitost jilmu (Stegophora ulmea)
Listová skvrnitost jilmu (Mycosphaerella ulmi) je chorobou která se na listech jilmu projevuje skvrnami. Patogen Mycosphaerella ulmi je karanténní organismus. Patogen Mycosphaerella ulmi se může šířit vzduchem, sporami či konidiemi. Patogen je původní v Severní Americe. Evropské jilmy Ulmus laevis a Ulmus glabra jsou k chorobě vysoce náchylné. Vzhledem k fytosanitárnímu riziku, které bylo v nedávné době vyhodnoceno jako vysoké, byl tento patogen v roce 2009 zařazen na seznam karanténních škodlivých organismů pro EU. Rozšíření houby na velké vzdálenosti může být usnadněn pomocí transportu napadených rostlin určených k pěstování.

## Rozšíření
Původní je v USA. . Vyskytuje se v Severní Americe, kde je původní, a v Číně. V Evropě byl patogen jednou zjištěn v Nizozemsku a zlikvidován.

## Název
Název „listová skvrnitost jilmu“ je v roce 2012 používán ve fytopatologii v odborných zdrojích pro dvě různé choroby způsobované dvěma odlišnými patogeny:  
- tuto chorobu, způsobenou houbou čeledi Sydowiellaceae, nazývanou Stegophora ulmea (synonymum Asteroma ulmeum, Cylindrosporella ulmea, Gloeosporium ulmeum, Gloeosporium ulmicola, Gnomonia ulmea, Lambro ulmea, Sphaeria ulmea). V angličtině je pro chorobu používán název „black spot of elm“. [2]
- jinou chorobu, listová skvrnitost jilmu (Mycosphaerella ulmi) způsobenou houbou čeledi braničnatka (Mycosphaerellaceae), nazývanou Mycosphaerella ulmi (synonymum Cylindrosporium ulmi, Phloeospora ulmi, Septogloeum ulmi, Septoria ulmi, Sphaerella ulmi [3]) [L 1]

## Hostitel
Druh jilm,
- jilm křídlatý Ulmus alata
- jilm americký Ulmus americana
- Ulmus crassifolia
- Ulmus davidiana
- jilm horský Ulmus glabra
- Ulmus × hollandica
- Ulmus laciniata
- jilm vaz Ulmus laevis
- jilm habrolistý Ulmus minor
- jilm čínský Ulmus parvifolia
- jilm vysoký Ulmus procera
- jilm sibiřský Ulmus pumila
- jilm plavý Ulmus rubra
- Ulmus serotina
- Ulmus thomasii
- zelkova ostrolistá Zelkova serrata

Seznam podle plantwise.org 

## Symptomy
Počátečními příznaky na jilmu jsou malé žluté skvrny (1 mm), které se mění na černé, když se rozvíjejí stromata. Černé skvrny jsou velké až 5 mm v průměru. Dalším příznakem je předčasný opad listů, závažné infekce, plíseň mladých listů a výhonků a úplné odlistění na začátku srpna. Nezralé plody mohou být nakaženy a svrašťují se. Příznaky onemocnění lze pozorovat v průběhu celého roku na druzích stálezelených jilmů.

## Význam
Může způsobit významné defoliace a odumírání větví na náchylných kultivarech jilmů, což působí škody především v okrasných školkách. Účinky infekce jen zřídkakdy způsobí úhyn dospělých jilmů i v případě opakované defoliace.

## Ochrana rostlin

### Prevence
Odstranění veškerého opadaného listí, které by mohlo být zdrojem nákazy v okrasných školkách, parcích a zahradách, ale i v jiných situacích. Pokud k infekci již došlo, může patogen v někdy přežít v spícím očku. V okrasných školkách, kde je prováděna zálivka rozstřikem by zastavení takové zálivky mělo omezit šíření.

### Rezistence
Odolnost proti chorobě se značně liší mezi druhy a je určena geneticky. Většina druhů jilmů pěstovaných v Severní Americe je náchylná. Evropské druhy (U. laevis a U. glabra) jsou podle výzkumů zdaleka nejvíce náchylné.

### Ochrana při výskytu
Chemická ochrana v tuto chvíli není známa a nejsou známa jakákoliv specifická doporučení.